# 장자쥔
장자쥔(중국어 정체자: 張嘉郡, 병음: Zhāng Jīajùn, 1981년 1월 10일 ~ )는 타이완의 정치인이다. 2024년 비례대표 입법위원으로 당선된다.